# Vierdaagse Afstandsmarsen 1909
De eerste editie van de Nijmeegse Vierdaagse, toentertijd de Vierdaagse Afstandsmarsen geheten, werd gehouden in 1909 en bestond uit 15 verschillende parcours. Er waren 306 deelnemers, waarvan slechts 10 burgers en 296 militairen. Sommige parcours zijn uitgevallen wegens onvoldoende deelnemers.

## Routes
- Parcours I: Leeuwarden - Bolsward - Sneek - Heerenveen - Leeuwarden
- Parcours II: Groningen - Winschoten - Zuidlaren - Assen - Groningen
- Parcours III: Zwolle - Deventer - Almelo - Ommen - Zwolle
- Parcours IV: Zutphen - Arnhem - Nijmegen - Doesburg - Zutphen
- Parcours V: Arnhem - Tiel - 's-Hertogenbosch - Grave - Arnhem.
- Parcours VI: Amersfoort -Rhenen-Arnhem-Ede-Amersfoort
- Parcours VII: 's-Gravenhage - Gouda - Dordrecht - Rotterdam - 's-Gravenhage
- Parcours VIII: Willemstad - Geertruidenberg - Breda - Bergen op Zoom - Willemstad
- Parcours IX: Gorinchem - 's-Hertogenbosch - Tilburg - Breda - Gorinchem
- Parcours X: Haarlem - Naarden - Woerden - Leiden - Haarlem
- Parcours XI: Kampen - Zwolle - Deventer - Vaassen - Kampen
- Parcours XII: Schagen - Medemblik - Hoorn - Alkmaar - Schagen
- Parcours XIII: Alkmaar - Hoorn - Amsterdam - Haarlem - Alkmaar
- Parcours XIV: Naarden - Amersfoort - Ede - Utrecht - Naarden
- Parcours XV: Roermond - Sittard - Maastricht - Sittard - Roermond

1909 · 1910 · 1911 · 1912 · 1913 · 1914 · 1915 · 1916 · 1917 · 1918 · 1919 · 1920 · 1921 · 1922 · 1923 · 1924 · 1925 · 1926 · 1927 · 1928 · 1929 · 1930 · 1931 · 1932 · 1933 · 1934 · 1935 · 1936 · 1937 · 1938 · 1939 · 1940 · 1941 · 1942 · 1943 · 1944 · 1945 · 1946 · 1947 · 1948 · 1949 · 1950 · 1951 · 1952 · 1953 · 1954 · 1955 · 1956 · 1957 · 1958 · 1959 · 1960 · 1961 · 1962 · 1963 · 1964 · 1965 · 1966 · 1967 · 1968 · 1969 · 1970 · 1971 · 1972 · 1973 · 1974 · 1975 · 1976 · 1977 · 1978 · 1979 · 1980 · 1981 · 1982 · 1983 · 1984 · 1985 · 1986 · 1987 · 1988 · 1989 · 1990 · 1991 · 1992 · 1993 · 1994 · 1995 · 1996 · 1997 · 1998 · 1999 · 2000 · 2001 · 2002 · 2003 · 2004 · 2005 · 2006 · 2007 · 2008 · 2009 · 2010 · 2011 · 2012 · 2013 · 2014 · 2015 · 2016 · 2017 · 2018 · 2019 · 2020 · 2021 · 2022 · 2023 · 2024 · 2025